# Centro del Conocimiento
El Parque del Conocimiento es un centro cultural en la ciudad de Posadas, capital de la provincia de Misiones en Argentina. Se encuentra sobre la Avenida Ulises López (Acceso Oeste).

## Historia
La génesis de este centro cultural se remonta a los primeros años del mandato del Ing. Carlos Rovira, quien ideó y concretó el proyecto de crear un lugar donde se reunieran las artes y el conocimiento, de acceso totalmente gratuito. Luego de más de dos años de obras, el 7 de diciembre de 2007 se inauguró el Centro del Conocimiento.

## Arquitectura
El Parque del Conocimiento se emplaza en un predio de 25 hectáreas, con un total de 22.000 m² cubiertos. Desde la plaza seca se accede al edificio principal. En uno de sus laterales hay una pileta de 35 m de largo por 8 m de ancho y una profundidad de 45 cm donde 48 luces y toberas expulsan el agua formando distintas coreografías. Debajo de esta plaza se halla ubicada la playa de estacionamiento con capacidad para 131 automóviles. 
El edificio central está dividido en dos alas rectangulares (este y oeste). Ambas alas poseen 6 niveles -5 pisos y planta baja- y 2 subsuelos en los cuales se distribuyen las diferentes áreas y oficinas del Centro del Conocimiento. El Proyecto y Coordinación de Obra estuvieron a cargo del Arq. Alejandro Enrique Rodríguez, la Dirección de Obra la realizó la Dirección General de Arquitectura de la Provincia de Misiones y la Contratista fue Ratti Construcciones.
Ambas alas están completamente vidriadas y con parasoles que se controlan mediante un sistema de computación para lograr el mejor aprovechamiento de la luz natural, buscando la comodidad de lectores y visitantes y el ahorro en el consumo de energía. Toda la climatización del edificio se controla de manera computarizada. 
Todos los sectores del Centro, avenidas, calles internas y senderos peatonales están interconectados para facilitar, tanto el tránsito de los asistentes como el de vehículos. 

### Teatro Lírico

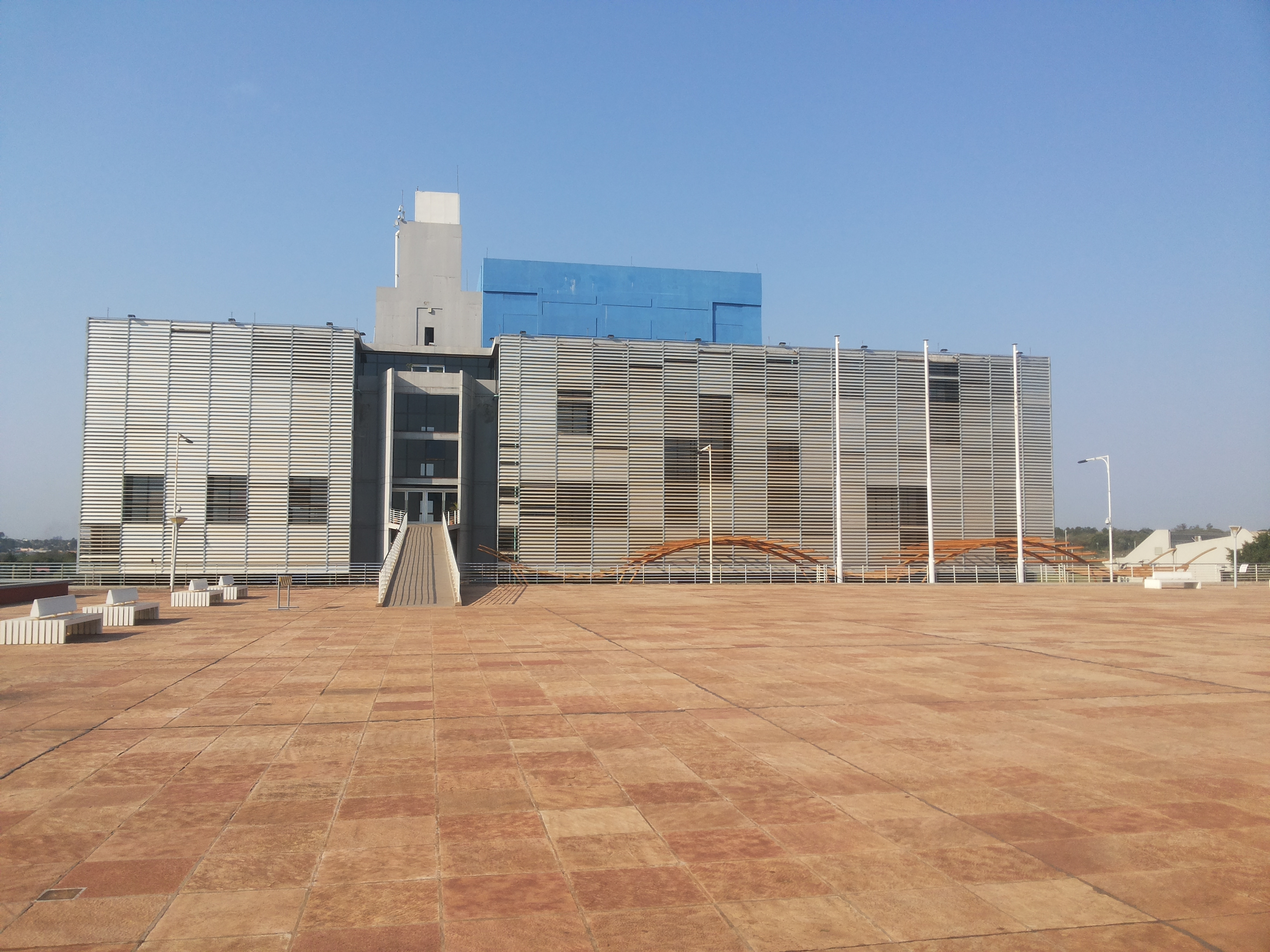
Acceso por rampa al segundo piso del edificio

A través de la rampa de la Plaza Seca se accede al segundo piso del edificio donde se emplaza el Teatro Lírico. En sus más de 1000 m² tiene capacidad para 546 personas distribuidas en dos niveles.
El mismo fue inaugurado en junio de 2011 con una gala de ballet a cargo de Iñaki Urlezaga. Desde su apertura a la actualidad, el Teatro Lírico ha realizado numerosas funciones de ópera, ballet y conciertos.

### Teatro de Prosa

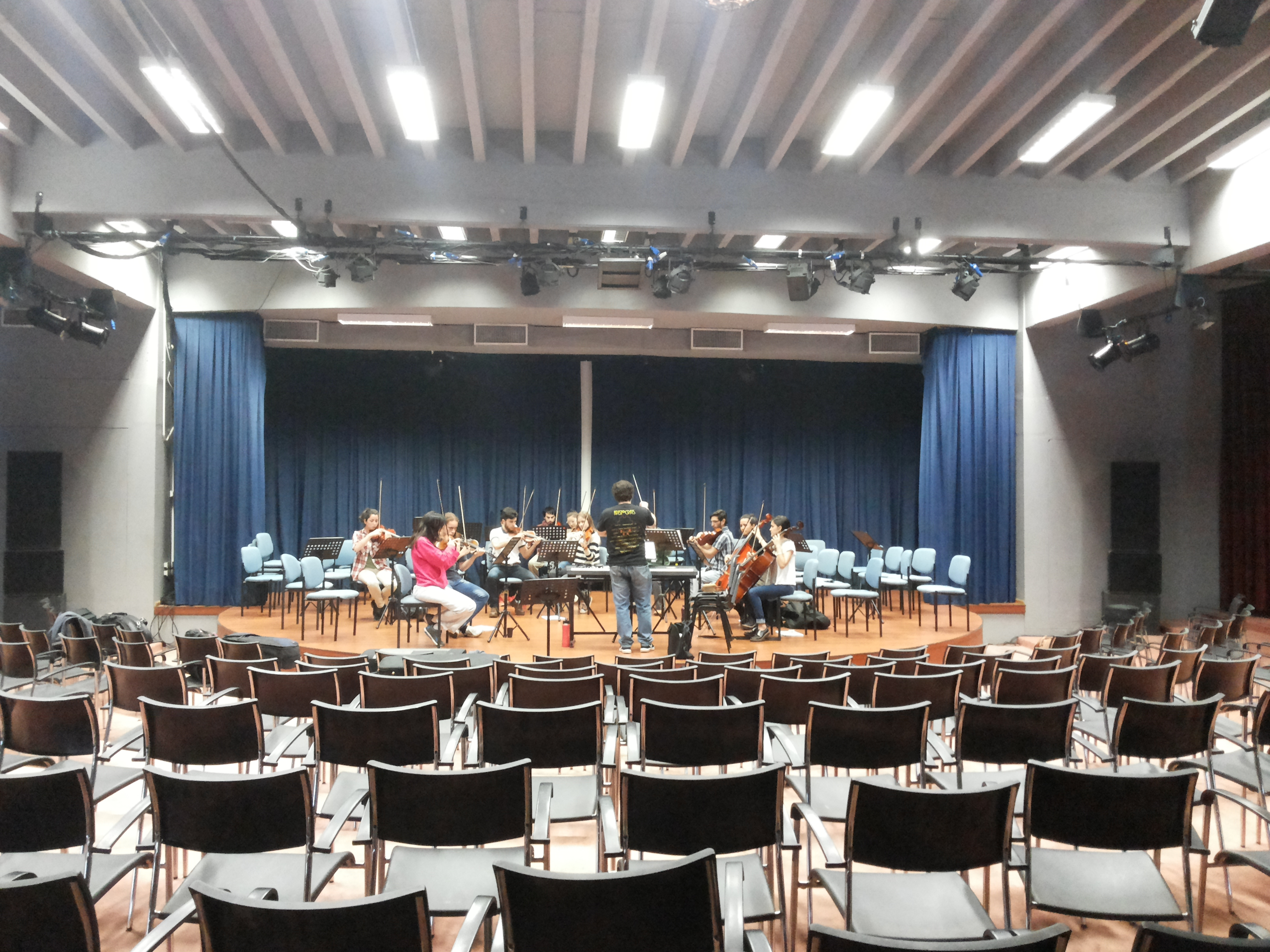
Teatro de Prosa

En la planta baja del cuerpo central del edificio, se erige el Teatro de Prosa, que puede albergar a unas 300 personas. Es escenario diversas presentaciones, desde obras teatrales de gran despliegue, a unipersonales, desde conciertos de violín hasta recitales de hip hop y reggae. 
Este eclecticismo surge desde los objetivos de este centro cultural, que se propone reunir diferentes representaciones artísticas.

### Dirección de Ballet y Formación Artística

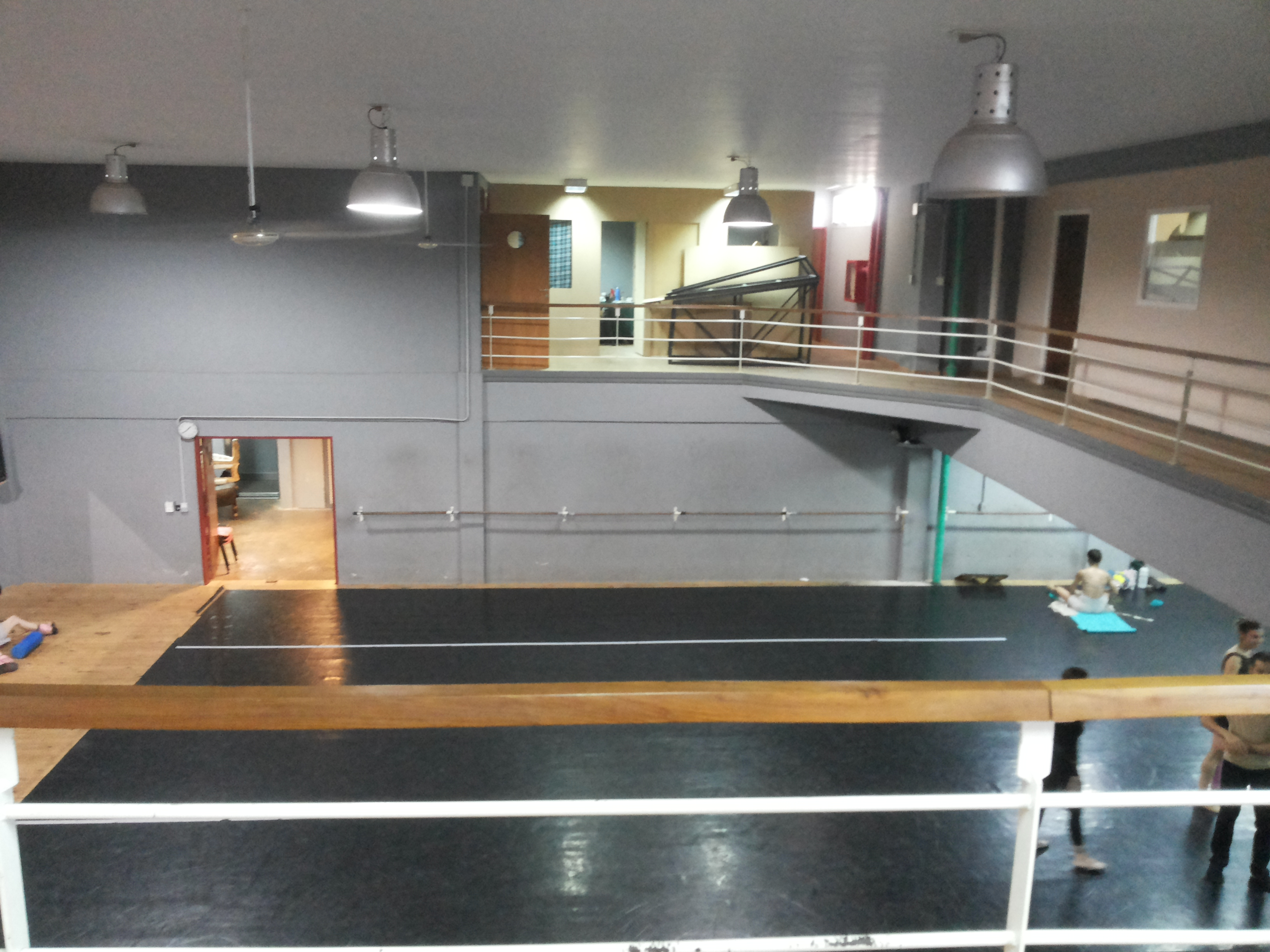
Sala principal de ensayos del Ballet

El Ballet Provincial ya ha realizado numerosas actuaciones en toda la Argentina y en el exterior, con muy buenas críticas y convirtiéndose en uno de los referentes en la danza de la región. En 2010 el ballet estrenó Noche de Walpurgis y Danzas polovtsianas. En 2011 se redobló el trabajo con la puesta en escena de una suite de El lago de los cisnes. Una producción íntegramente local en la cual se han confeccionado los trajes y la escenografía en el Centro del Conocimiento.
En los subsuelos del Centro del Conocimiento también funciona la Academia de Ballet de Moscú, que forma desde muy pequeños a niños y niñas en una carrera de diez años. En esta academia los alumnos no solo reciben formación en danza sino que también aprenden francés, ruso, música e historia, entre otras asignaturas. Esta academia es completamente gratuita para todos los habitantes de la provincia y del país. Incluso recibe a estudiantes provenientes de Paraguay gracias a un convenio de cooperación firmado entre el Gobierno de Itapúa y el Centro del Conocimiento.

### Biblioteca Pública De Las Misiones

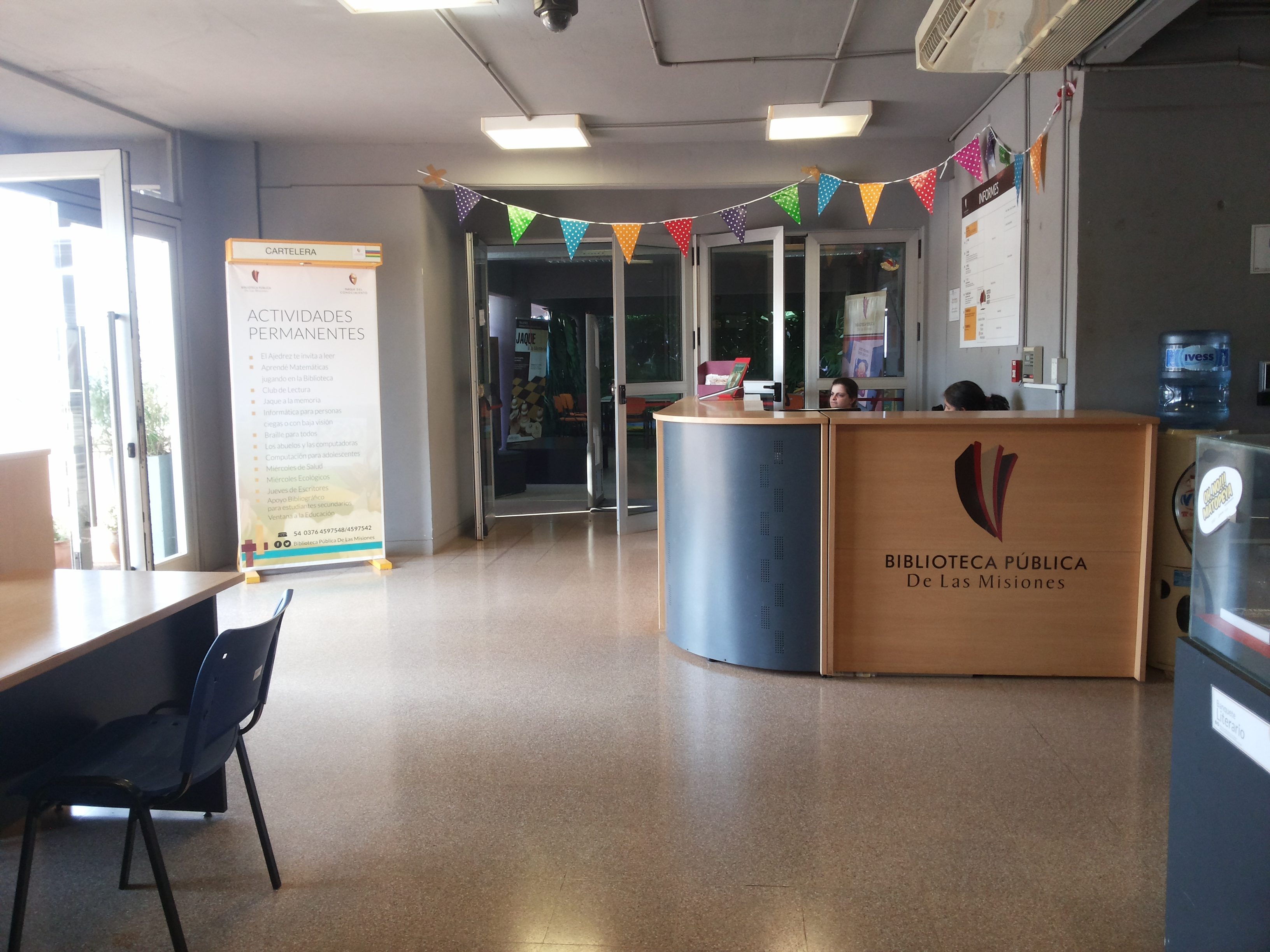
Entrada a la biblioteca

Se emplaza en los cinco pisos y dos subsuelos del ala este del Centro del Conocimiento. En sus diferentes niveles se distribuyen la Sala General, el Sector Ciegos, las Salas Especiales, el Salón de Usos Múltiples, el Área administrativa y, en sus dos subsuelos, los archivos y depósitos en los cuales se resguarda el material bibliográfico.
En la actualidad puede albergar a unos 250 lectores y está provista de más de 150.000 títulos. Pero la biblioteca se completa con una amplia gama de opciones como hemeroteca, mapoteca, videoteca y consulta bibliográfica en línea.

### Centro de Arte y Comunicación
En el ala oeste se encuentra el Centro de Arte y Comunicación: 5 niveles (Planta baja y 4 pisos) en los cuales se distribuyen 5 salas de exposiciones, con un total de 1300 m². Las mismas están acondicionadas especialmente para recibir y resguardar diferentes tipos de muestras, ya sean pinturas, esculturas o fotografías, etc. Se han puesto en exposición las más diversas expresiones. Desde pinturas clásicas hasta dinosaurios, desde obras de artistas misioneros hasta las de reconocidos artistas internacionales.
Entre algunas de las muestras más destacadas se puede mencionar: "Les Luthiers (IX) Expo 40 años", "Quinquela Martín y sus contemporáneos", "Dinosaurios en Misiones", la muestra interactiva "Prohibido No Tocar", "Memorias de un Legado" en conmemoración del Bicentenario de Argentina, una serie de fotografías de Steve McCurry, y las muestras de los dibujantes Ariel Olivetti y Ricardo Liniers Siri.

### Centro Provincial de Convenciones y Eventos
El Centro Provincial de Convenciones y Eventos se encuentra en el mismo predio. Posee una superficie cubierta de 2900 m² y un predio ferial de 8 hectáreas. En él se llevan a cabo seminarios, congresos y ferias de la más diversa índole, desde religión hasta informática, pasando por la medicina, la educación y la producción.
El Centro Provincial de Convenciones y Eventos también comprende un predio ferial que se compone de tres amplios pabellones, de un total de 9000 metros cubiertos, junto a una plaza de exposiciones de unos 10.000 m². En este espacio se realizan eventos de gran envergadura y concurrencia tales como la Feria Forestal y la Expo Mujer.

### Observatorio Astronómico de las Misiones
En 2011 se anunció la construcción de un Observatorio Astronómico. Este espacio se completa con una confitería cuyo techo de lona reforzada exhibe una forma irregular y con el Centro Provincial de Convenciones y Eventos, destinado a la realización de congresos, exhibiciones, seminarios y ferias abarcando todos los sectores culturales, científicos, técnicos y artísticos.

### Cine IMAX

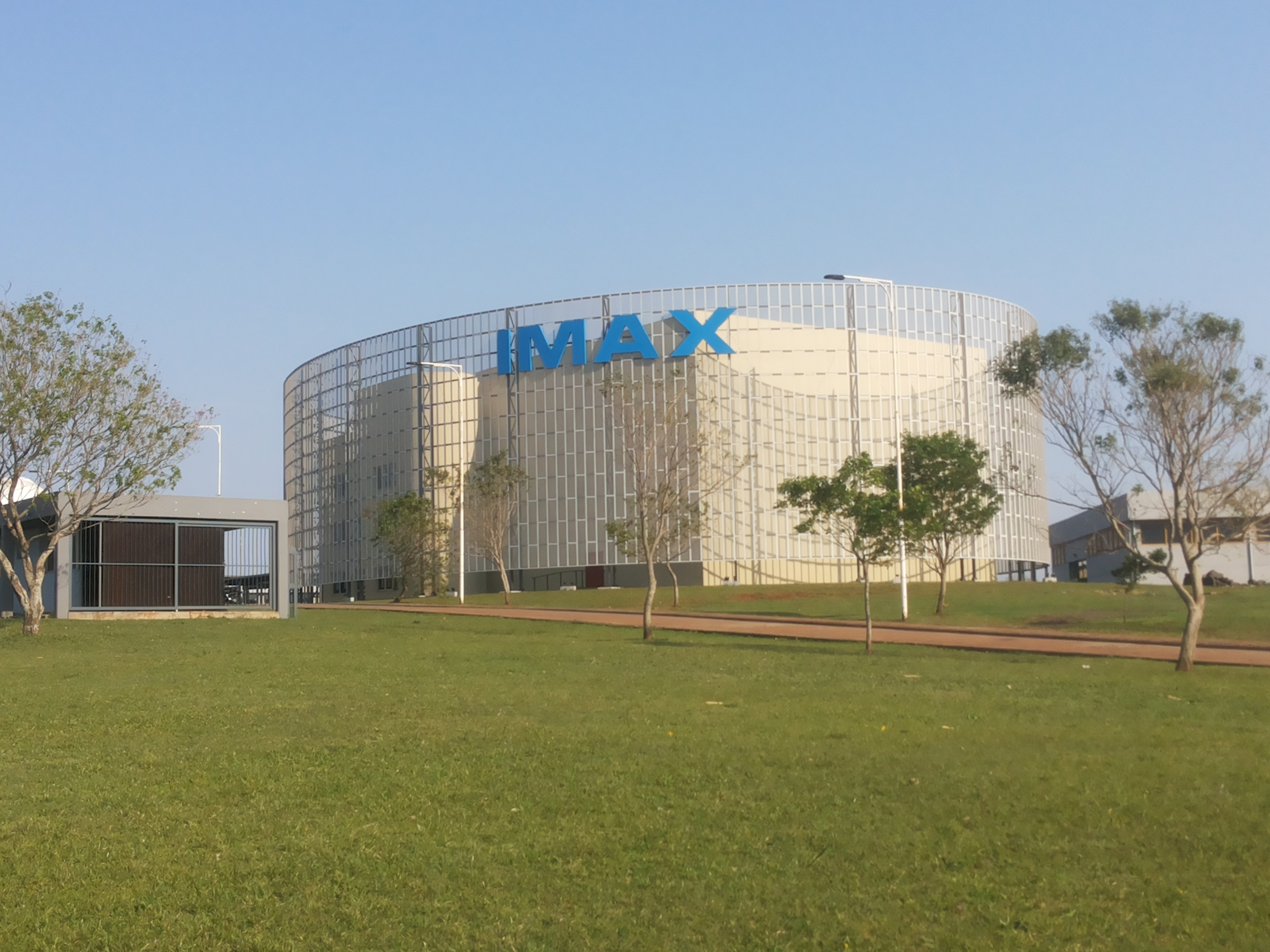
Cine IMAX

En septiembre de 2016 se inauguró el espectacular IMAX del Conocimiento. Una sala única en la región que ofrece una experiencia audiovisual totalmente inmersiva para el espectador. La sala puede albergar a 370 personas en total para proyecciones en 2D y 296 para películas en 3D. La pantalla del IMAX del Conocimiento posee 22 metros de ancho por 16 de alto, con una leve curvatura (similar al frente de un edificio de 6 pisos).
El catálogo de películas a proyectar en IMAX del Conocimiento está constituido tanto por películas y documentales educativos, como por títulos de cine comercial. El objetivo principal es aprovechar al máximo las posibilidades educativas de este espacio y que las escuelas primarias y secundarias de toda la provincia puedan ser parte de esta experiencia interactiva única. Niños y niñas de toda la región vistan regularmente el IMAX de forma gratuita, con contenidos educativos.
Además este IMAX incluye en su catálogo las películas de estreno a nivel mundial de manera comercial.